# Amīr Ghāyeb
Amīr Ghāyeb (persiska: امیر غایب) är en ort i Iran.   Den ligger i provinsen Östazarbaijan, i den nordvästra delen av landet, 500 km väster om huvudstaden Teheran. Amīr Ghāyeb ligger 1 400 meter över havet och antalet invånare är 357.
Terrängen runt Amīr Ghāyeb är platt åt sydväst, men åt nordost är den kuperad.Runt Amīr Ghāyeb är det ganska tätbefolkat, med 90 invånare per kvadratkilometer. Närmaste större samhälle är Mīāndoāb, 18,8 km sydväst om Amīr Ghāyeb. Trakten runt Amīr Ghāyeb består i huvudsak av gräsmarker.